# 六一国际儿童节

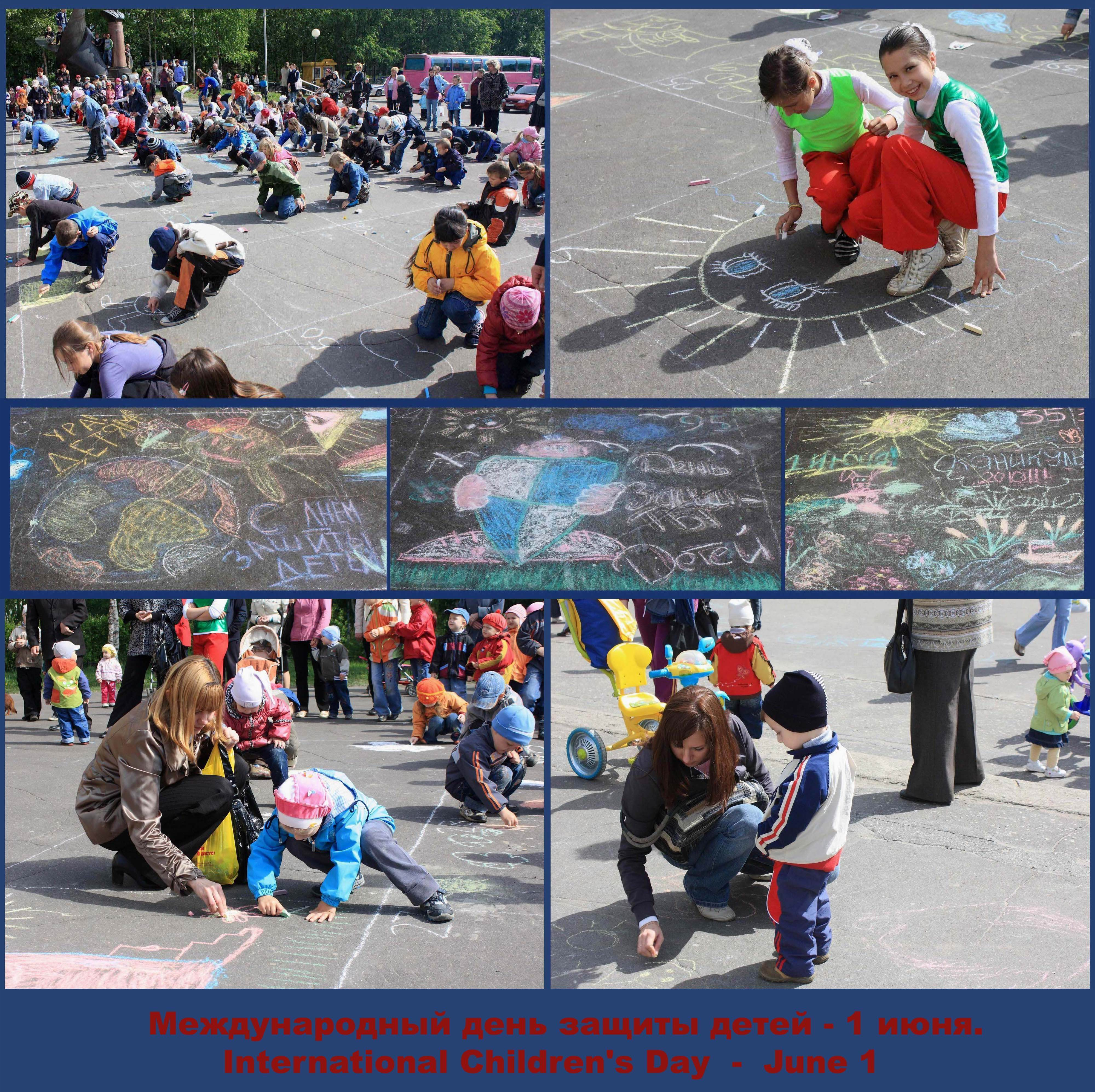
2010年6月1日，俄罗斯北德文斯克的儿童正在庆祝国际儿童节

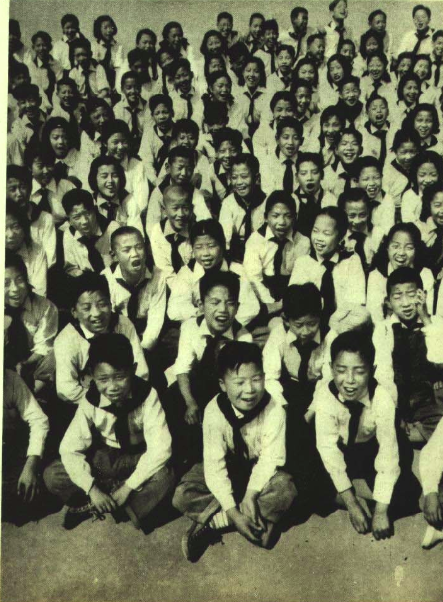
1950年6月1日，中华人民共和国的第一个国际儿童节。

六月一日国际儿童节（英語：International Children's Day）是一个为少年儿童设立的节日，为世界40多个国家和地区所遵循，源自1949年在苏联莫斯科举行的国际民主妇女联合会大会以及悼念1942年利迪策惨案的相关倡议。

## 由来
1949年11月，苏联莫斯科举行的国际民主妇女联合会执行委员会议。执委会委员海伦·加波罗佐（Helen Gabrozo）在会上代表国际妇联书记处建议，订立6月1日为「国际儿童节」，以悼念在1942年6月10日被纳粹德国屠杀的捷克利迪策村的88名儿童、以及全世界所有在法西斯侵略战争中死难的儿童。加波罗佐指出，订立该节是为了保障世界各地儿童的生存权、保健权及受教育权，进而改善儿童的生活面貌。1954年，6月1日被定为「保护儿童国际日」，以保护儿童权益及儿童的学习权、终结童工，使得该日作为儿童节的国际认可有所提升。

## 延续
庆祝六一国际儿童节的国家与地区包括：朝鲜、老挝、亚美尼亚、阿塞拜疆、中华人民共和国、柬埔寨、埃塞俄比亚、缅甸、波兰、葡萄牙、越南、俄罗斯、蒙古国等等。